# Ischnoptera inca
Ischnoptera inca är en kackerlacksart som beskrevs av Henri Saussure och Leo Zehntner 1893. Ischnoptera inca ingår i släktet Ischnoptera och familjen småkackerlackor. Inga underarter finns listade i Catalogue of Life.